# Myelobia nabalalis
Myelobia nabalalis là một loài bướm đêm trong họ Crambidae.